# Catarino Tafoya
Catarino Tafoya (* 12. Januar 1940 in La Piedad, Michoacán; † 3. November 2012 in Ciudad Madero, Tamaulipas), auch bekannt unter dem Spitznamen El Cata, war ein mexikanischer Fußballspieler auf der Position eines Stürmers und späterer Fußballtrainer.

## Karriere
Tafoya erlernte das Fußballspiel beim Club La Concepción, einem Amateurverein aus dem Barrio La Purísima seiner Heimatstadt La Piedad. Seinen ersten Profivertrag erhielt er 1957 beim in der zweiten Liga spielenden Stadtrivalen Reboceros de La Piedad. 1959 wechselte er zum Ligarivalen Refinería Madero, mit dem er in den nächsten Jahren zwar stets um den Aufstieg spielte, aber das Ziel erste Liga stets knapp verpasste. Daher nahm er das Angebot von Atlas Guadalajara an, für diesen in der Saison 1962/63 in der Primera División zu spielen. Nach einem Jahr wechselte er zum Stadtrivalen Club Deportivo Oro und wiederum ein Jahr später kehrte Tafoya nach Ciudad Madero zurück, wo er für den jetzt als CF Ciudad Madero auftretenden Verein spielte. Der Verein verlor kein einziges Spiel in der Saison 1964/65 und holte sich die Zweitliga-Meisterschaft mit acht Punkten Vorsprung auf die Petroleros de Poza Rica. Darüber hinaus erzielte Tafoya in derselben Spielzeit seinen persönlichen Erfolg als erfolgreichster Torschütze der Segunda División. In den beiden folgenden Spielzeiten war Tefayo mit den Orinegros in der höchsten Spielklasse vertreten und spielte nach dem Abstieg von 1967 noch eine Saison in der zweiten Liga, ehe er im Alter von 28 Jahren seine aktive Laufbahn beendete.
Anschließend war Tafoyo noch als Trainer bei den ebenfalls im Bundesstaat Tamaulipas beheimateten Vereinen UAT Correcaminos und Club Deportivo Tampico im Einsatz, behielt seinen Lebensmittelpunkt aber bis zu seinem Ableben in Ciudad Madero bei.

## Erfolge
- Mexikanischer Zweitliga-Meister: 1964/65
- Torschützenkönig der Segunda División de México: 1964/65